# Jerzy Jastrzębski (weterynarz)
Jerzy Jastrzębski (ur. 2 czerwca 1956 w Dobrym Mieście) – polski lekarz weterynarii, doktor nauk weterynaryjnych (1992), muzealnik, od 1988 dyrektor Muzeum Północno-Mazowieckiego w Łomży.
Syn Wacława i Hanny z domu Zaczek. Jest żonaty i ma trójkę dzieci.
Naukę rozpoczął w Szkole Podstawowej nr 3 w Łomży, którą ukończył w 1971 roku, a następnie do 1976 r. uczęszczał do Technikum Weterynaryjnego w Łomży. Studiował w Szkole Głównej Gospodarstwa Wiejskiego w Warszawie na Wydziale Weterynaryjnym, który ukończył w 1981 roku. Stopień doktora nauk weterynaryjnych zdobył w 1992 roku, a praca doktorska nosiła tytuł Weterynaria ludowa w północno-wschodniej Polsce w XIX i XX wieku.
Pracę zawodową rozpoczął tuż po zakończeniu studiów w 1981 r. jako kierownik Muzeum Weterynarii przy Muzeum Rolnictwa w Ciechanowcu. Pracował tam aż do 1987 r., kiedy został wicedyrektorem Muzeum Okręgowego w Łomży. Od 1988 r. jest nieprzerwanie dyrektorem tej placówki. Jedynie nazwa muzeum uległa zmianie w 1998 roku na obecną.
Prowadzi również działalność publicystyczno-naukową. Jest autorem ponad 80 artykułów, prac popularnonaukowych i naukowych z zakresu ludowego lecznictwa zwierząt, ziołolecznictwa, dziejów weterynarii, historii i kultury regionu, a także muzealnictwa i ochrony zabytków. Jego prace można odnaleźć w pismach specjalistycznych, zawodowych, regionalnych, ogólnopolskich i zagranicznych, m.in. w takich jak: „Życie Weterynaryjne”, „Medycyna Weterynaryjna”, „Kontakty”, „Tygodnik Ostrołęcki”, „Muzealnictwo”, „Ziemia Łomżyńska”, „Wiadomości Zielarskie”, „Studia Łomżyńskie”, „Rocznik Muzeum Narodowego Rolnictwa w Szreniawie”, „Polski Jubiler”, „Zdarzenia Muzealne”, „Zeszyty Łomżyńskie”, „Zegarki i Biżuteria”.
Jest ponadto współautorem wielu prac zbiorowych, np. Historia leków naturalnych, Losy i walka polskich lekarzy weterynarii podczas II wojny światowej, Muzea na Mazowszu, Kalendarz Łomżyński na rok 2004, autorem wydawnictwa Muzealnictwo w Łomży 1898–1998, oraz szeregu prac dotyczących bursztynu i muzealnictwa, w tym samodzielnych publikacji: Bursztyniarstwo na Kurpiach (1999), Bursztyniarstwo kurpiowskie (2002), Bursztyn w dorzeczu Narwi (2005) oraz Skansen Kurpiowski im. Adama Chętnika w Nowogrodzie (2007).
Został uhonorowany kilkoma odznaczeniami, m.in. Zasłużony Działacz Kultury, Za zasługi dla woj. łomżyńskiego, Złota Odznaka „Za opiekę nad zabytkami” oraz został wyróżniony nagrodą indywidualną, za realizację wystawy Muzeum Weterynarii, przez Ministerstwo Kultury i Sztuki w 1982 roku.
Jest również członkiem wielu stowarzyszeń, m.in. Polskiego Towarzystwa Nauk Weterynaryjnych, Północno-Wschodniej Izby Lekarsko-Weterynaryjnej, Towarzystwa Przyjaciół Ziemi Łomżyńskiej, Łomżyńskiego Towarzystwa Naukowego im. Wagów, Sekcji muzealnej Mazowieckiego Towarzystwa Kultury, Związku Muzeów Polskich, Stowarzyszenia Muzeów na Wolnym Powietrzu, Stowarzyszenia Muzealników Polskich oraz Rady Muzeum Rolnictwa w Ciechanowcu.

## Publikacje książkowe
- Muzealnictwo w Łomży 1898–1998, Muzeum Północno-Mazowieckie, Łomża 1998, ISBN 83-87108-10-3.
- Bursztyniarstwo na Kurpiach, Muzeum Mazowieckie, Płock 1999, ISBN 83-909674-3-X.
- Bursztyniarstwo Kurpiowskie, Wyd. „Jastrzębiec” CKK Sp. z o.o., Warszawa 2002, ISBN 83-88813-35-8.
- Bursztyn w dorzeczu Narwi, Muzeum Północno-Mazowieckie, Łomża 2005, ISBN 83-87108-34-0.
- Skansen Kurpiowski im. Adama Chętnika w Nowogrodzie, Muzeum Północno-Mazowieckie, Łomża 2007, ISBN 978-83-87108-35-9.
- Był taki dzień... Kalendarium z życia miasta, Muzeum Północno-Mazowieckie 2008, ISBN 978-83-87108-37-3.